# 浮谷泰史
浮谷 泰史（うきや たいし、1987年11月13日 - ）は東京都出身の日本の俳優、演出家、劇作家。
2008年、東京アナウンス学院を卒業後、主に小劇場で舞台出演を重ねる。2013年、同学校卒業生を中心に「チョコレイト旅団」を結成し、劇団の主宰・団長を務めるほか、俳優として出演しながら現在まですべての作品の演出も手掛けている。 2018年以降、舞台脚本の執筆もはじめ、学生演劇団体の演出指導やラジオドラマ製作などその活動は多岐におよぶ。

## 人物
・趣味は読書、一人で動物園に行くこと。特技は暗記、サッカー、テニス、どこでも5分で寝られること。 T172cm・B94cm・W78cm・H92cm、靴のサイズ27cm
・2020年3月8日、自身のTwitterで結婚を発表。

## 劇団での活動

### 舞台
※2023年4月2日〜活動休止中
チョコレイト旅団でのすべての公演で演出を担当
- 第1回公演「ボクサァ」(2013年11月8日-10日、阿佐ヶ谷アートスペースプロット、作：高橋いさを)
  - 同時上演「アポロ」(作・田光葵)
- 第2回公演「カフェモカシンドローム」(2014年2月14日、アトリエセンティオ、作：田光葵・浮谷泰史)
- 第3回公演「宇宙の旅、セミが鳴いて」(2014年8月20日-24日、劇場MOMO、作：鈴江俊郎) - 船長 役
- 一周年記念 第4回公演「山椒は小粒でもピりりと辛い」(2014年12月3日、阿佐ヶ谷アートスペースプロット、作：田光葵) - ぷっち 役
- 第5回公演「ラストマンスタンディングマッチ」(2015年2月26日-3月2日、中野ウエストエンドスタジオ、作：田光葵) - 父 役
- 第6回公演「傷つくな、鮮やかに浮遊せよ」(2015年9月18日-22日、てあとるらぽう、作：田光葵) - 管理人 役
- 第7回公演「ぱれゐど」(2016年4月2日-4日、APOCシアター、作：田光葵) - 傘寿 役
- 第8回公演「夭逝のおっぽ」(2017年7月12日-16日、小劇場「楽園」、作：内河啓介) - 宮野正昭 役
- 第9回公演「ジルと氷の王国」(2018年2月28日-3月4日、下北沢「劇」小劇場、作：浮谷泰史) - マヒト 役
- 第10回公演「16-じゅうごあまりひとつ-」(2018年5月30日-6月3日、下北沢小劇場「楽園」、作：浮谷泰史) - ドノバン 役
- 第11回公演「アンタイトルアンハッピーラブ」(2019年10月1日～6日、バルスタジオ、作：浮谷泰史) - 主演・鷲尾ミロ
- 番外公演「アンドールズ Episode1」(2022年3月5日、アルティカセブン、作：浮谷泰史)
- 番外公演「アンドールズ Episode2」(2022年10月30日、アルティカセブン、作：浮谷泰史)

### 作品
- ひと見坂×チョコレイト旅団 コラボ企画ラジオドラマ『ジングルジャングル』(2019年、ネットラジオ「ひと見坂」内で放送、全4話) 脚本・演出／キシベ(トラ)役で出演[2]

## 出演
《2008年》
- 劇団軌跡第9回公演「八月のシャハラザード」(7月、TACCS1179、作：高橋いさを、演出：久賀健治)
- 劇団軌跡第10回公演「VERY MERRY Xmas！」(12月、大塚萬劇場、作・演出：久賀健治)

《2009年》
- 劇団軌跡プロデュース vol.8「Little Steps Ⅷ〜七人のファンタジスタ〜」(3月12日-15日、TACCS1179、作・演出：久賀健治) - 緑川浩之／チェック 役
- 劇団軌跡第11回公演「Dear my friend」(6月16日-21日、笹塚ファクトリー、作・演出：久賀健治)
- Yellow Brick Road VOL.1「カレッジ オブ ザ ウィンド」(7月22日-26日、明石スタジオ、作：成井豊、演出：小林真理恵)  - 菊川 役
- Seiren musical project第20弾公演『Gift』(12月25日-30日、大塚萬劇場)

《2010年》
- 劇団軌跡第13回公演「また逢おうと竜馬は言った」(6月9日-13日、笹塚ファクトリー、作：成井豊、演出：久賀健治) - 坂本竜馬 役
  - 同時上演「赤と朱のラプソディー」(作：古城十忍、演出：久賀健治)
- Seiren musical project第22弾公演「Disney's MY SON PINOCCHIO Geppetto's Musical Tale」(9月3日-7日、早稲田大学学生会館B203、脚本：David.I.Stern、演出：小塚千暁) - リングリーダー 役[3]

《2011年》
- 変形日和旗揚げ公演「誠の名のもとに」(5月10日-15日、日暮里d-倉庫、作・演出：鈴木勝明) - 坂本龍馬 役
- 劇団軌跡第15回公演「ハックルベリーにさよならを」(6月15日-19日、笹塚ファクトリー、作：成井豊、演出：久賀健治)
- あなピグモ捕獲団vol.33「アンダーグラウンドファンク」(11月10日-13日、参宮橋TRANCE MISSION、作・演出：福永郁央)

《2012年》
- 劇団武士道第五陣公演「以蔵-IZOH-」(2月9日-12日、江東区深川江戸資料館小劇場、作：幸村宏行、演出：松元信太朗) - 本間勘兵衛 役
- 劇団軌跡第17回公演「クロノス」(6月13日-17日、笹塚ファクトリー、作：成井豊、演出：久賀健治) - 主演・吹原和彦 役
- 劇団龍門第四回公演「まるてん」(12月7日-9日、しもきた空間リバティ、作・演出：村手龍太)[4]

《2013年》
- Seiren musical project第29弾「FAME」(2月28日-3月4日、六行会ホール、翻訳：柴田未希、演出：阿部義嗣) - メイヤーズ先生 役
- 劇団軌跡番外公演vol.4「煙が目にしみる」(4月10日-14日、大塚萬劇場、作：堤泰之(プラチナ・ペーパーズ)、演出：今泉 厚) - 野々村 亮太 役
- 音楽劇「ウレシパモシリ」(5月17日-26日、ザムザ阿佐谷、作・演出：阿部義嗣) 哲治 役
- 「続 北斎の音楽を聴くII 〜北斎生誕253年記念〜」(9月23日、すみだトリフォニーホール(小ホール)、監修：茂手木潔子、演出：阿部義嗣) ※第二部『百万遍』のみ出演
- 劇団軌跡第20回公演「君がいた時間ぼくのいく時間」(12月11日-15日、笹塚ファクトリー、作：成井豊、演出：久賀健治) - 主演・秋沢里志 役

《2014年》
- 劇団龍門第七回公演「さいしょのペンギン」(4月3日-6日、要町アトリエ第七秘密基地、作・演出：村手龍太)
- 劇団軌跡第21回公演「カレッジオブザウィンド」(6月11日-15日、笹塚ファクトリー、作：成井豊、演出：久賀健治) - 鉄平 役

《2015年》
- FPアドバンスプロデュース「新撰組外伝〜馳せし蒼へ響き渡れ」(2月3日-11日、明石スタジオ、作・演出：森洋大) - 山南敬助 役
- 劇団FULLMONTY「OLD NEON-伝説の夜編-」(5月27日-31日、シアターグリーン BIG TREE THEATER、作・演出：中路貴之) - 夢乃涼介 役
- ものがたりグループポランの会「銀河鉄道の夜 ヘヴィメタルヴァージョン」(10月3日、野方区民ホール、作：宮沢賢治、演出：小川智代) - 青年 役
- FPアドバンスプロデュース「線路は続くよどこまでも」(10月21日-25日、劇場MOMO、脚本・演出：中路貴之) - Aキャスト：日月(タチモリ) 役／Bキャスト：九石(サザナリ) 役
- 瓶詰めジャパニーズ「ライン」(12月16日-20日、東演パラータ、作・演出：内河啓介) - 主演

《2016年》
- 演劇人特別企画公演「WATSON／HOLMES」(2月3日-7日、八幡山ワーサルシアター、作：小池浩子、演出：福地慎太郎) - ゴードン=ウェブスター 役
- ダダパークプロジェクト「ドドスカドン」(3月24日-3月30日、サンモールスタジオ、作・演出：成島敏晴)
- 劇団FULLMONTY第十三回本公演「盛夏の余韻」(4月27日-5月1日、大塚萬劇場、作・演出：中路貴之)
- あのこが弾ける感謝祭「Re:」(6月18日-19日、Cafe&Bar木星劇場、主宰：古河結子)
- 劇団軌跡 15周年記念公演「また逢おうと竜馬は言った」(12月9日-11日、大塚萬劇場、脚本：成井豊、演出：久賀健治) - 坂本龍馬 役

《2017年》
- Ｎ企画 プロデュース公演vol.2「夢追荘」(3月23日-26日、高島平LIVE Stage hodgepodge、作・演出：萩原成哉) - 近藤勇、父 役
- ガラ劇 第16弾公演「アイ」(4月5日-9日、大塚萬劇場、作・演出：ガラ林) - Aキャスト：ロック 役／Bキャスト：カルヴィン 役[5]
- 117KOBEぼうさい委員会×演劇企画ユニット 劇団山本屋「午前5時47分の時計台」(6月2日-4日、光が丘IMAホール、作・演出：山本卓)[6]
- あのこが弾ける感謝祭「Re:Re:」(7月21日-23日、Cafe&Bar 木星劇場、作・演出：古河結子)
- ガラ劇 第17弾公演 ガラ版「人魚秘め」(9月6日-10日、大塚萬劇場、作・演出：ガラ林) - セバスチャン 役[7]
  - 第29回池袋演劇祭 みらい館大明賞受賞作品
- 演劇ユニットroot SEVEN 第4回公演「LOVE SONG」(11月15日-19日、シアターkassai、作：吉田なが乃、演出：浮谷泰史) - 死神 役 ※Bキャストのみ出演
- 劇団山本屋Fast Theater No.1「Good-bye 2017〜The end  of year short stories」(12月16日-17日、Broader house、作・演出：山本卓)　※Bキャストのみ出演[8]

《2018年》
- 劇団バルスキッチン「どぎまぎメモリアル」(4月4日-9日、新宿シアターブラッツ、作・演出：前野祥希) - 主演・野原拓郎 役
- 劇団バルスキッチン「情熱リザレクション」(7月4日-8日 新宿シアターブラッツ、作・演出：前野祥希) - 菅原裕也 役
- 犀の穴プロデュース「MODS2〜ハートに火をつけて 」(7月18日-23日、十条犀の穴、演出：松多壱岱、作：なるせゆうせい、荻原成哉ほか)
- ガラ劇第20弾「飛翔将軍〜マクベスを聞きながら〜」(9月19日-23日、大塚萬劇場、作・演出：ガラ林) - 曹操 役[9]
- skプロデュース「Letter later」(11月8日-11日、アトリエファンファーレ高円寺、作：吉澤興紀、演出：門野翔) - 父 役
- おだづもっこ「メリーポピンズ」(12月1日、平成の森アリーナ、演出：浮谷泰史) - 父 役
- mildxmild「熱海殺人事件〜モンテカルロ・イリュージョン」(12月19日-24日、新宿スターフィールド劇場、作：つかこうへい、演出：島岡昌平(劇団虚幻癖)) - 速水健作 役

《2019年》
- 劇団バルスキッチン「歌舞伎町ビターナイト」(1月16日-20日、バルスタジオ、作・演出：前野祥希) - 片桐司 役
- 隣のきのこちゃん4 (2月20日-3月3日、両国本所松坂亭、脚本：ムラコ、演出・振付：中野裕理) - 戸崎副大統領 役 ※A・Cキャストのみ出演
- Vistar produce「引き結び」(4月3日-7日、シアターKASSAI、作：中村聡、演出：星宏美) - 主演・高松一輝 役 ※紬チームのみ出演
- 劇団バルスキッチン「迷宮ディテクティブ」(5月22日-26日、バルスタジオ、作・演出：前野祥希) - 冴木学 役
- 劇団わ 「バック・トゥ・ザ・君の笑顔」(7月4日-10日、キンケロシアター、作・演出：村上芳) - 鈴森晶 役
- 劇団6番シード「なまくら刀と瓦版屋の娘」(11月6日-10日、中野テアトルBONBON、作・演出：松本陽一) - 三平太 役[10]
- 劇団バルスキッチン「歌舞伎町シュガーナイト」(11月20日-24日、バルスタジオ、作・演出：前野祥希) - 片桐司 役
- JPR BUFFプロデュース「Wells-魔女と夜明けの星-」(12月21日-29日、新宿村LIVE、作・演出：浮谷泰史) - クレイグ中将 役

《2020年》
- 6バンjackNG「MIXUP！！」(4月、シアターKASSAI) ※無期限延期
- 劇団6番シード「ザ・ボイスアクター」(11月19日-29日、シアターKASSAI、作・演出：松本陽一) - 頓田林優作 役 ※オンライン編のみ出演

《2021年》
- TryAngleⅣ『平和』(1月13日-24日、恵比寿スターバー、作・演出：牧野純基) - 青南竜胆 役
- 劇団バルスキッチン「ぬいぐるみスピリット」(2月17日-21日、バルスタジオ、作・演出：前野祥希) - 進藤肇 役
- 満天星プロデュース 劇・奏 空間Ⅱ「マイルストーン」(3月13日-14日、Jazz Club Farout、作・演出：松下勇) - 第1話：立花祐樹 役／第2話：佐々木康介 役
- 劇団バルスキッチン「どぎまぎメモリアル」(4月21日-25日、バルスタジオ、作・演出：前野祥希) - 主演・野原拓郎 役 ※Aキャストのみ出演
- 劇団バルスキッチン「青春フルスロットル」(5月26日-30日、シブゲキ、作・演出：前野祥希) - 松崎康夫 役
- 劇団バルスキッチン「商店街グランドリオン」(7月21日-25日、BIG TREE THEATER、作・演出：前野祥希) - 吉田洋介 役
- 劇団わ「バック・トゥ・ザ・君の笑顔」(8月25日-29日、キンケロシアター、作・演出：村上芳) - 鈴森晶 役 ※公演中止
- 劇団バルスキッチン「歌舞伎町ビターナイト」(9月29日-10月3日、バルスタジオ、作・演出：前野祥希) - 東堂雅 役
- 劇団バルスキッチン「歌舞伎町シュガーナイト」(12月1日-5日、バルスタジオ、作・演出：前野祥希) - 東堂雅 役

《2022年》
- 松本プロデュース「ザ・コメディショー」(3月11日-13日、ステージカフェ下北沢亭、作・演出：松本陽一)
- 劇団6番シード「CUBE」(5月19日-29日、シアターKASSAI、作・演出：松本陽一)[11]
  - A公演『アンダーライン〜図書館司書探偵の事件簿』 - 吉田健太郎 役 ／ 『天気と戦う女』
  - B公演『浪人街の左利き』 - 孫兵衛 役 ／ 『巨匠と三毛猫パスタ』 - 実況アナウンサー 役
- CfY presents vol.1 夜と雨の色『嵐になるまで待って』(6月15日-19日、新宿村Live、作：成井豊、演出：白坂恵都子) -　津田 役[12]
- 劇団バルスキッチン「親父のテイスティ」(7月13日-18日、バルスタジオ、作・演出：ゆうき) - 西島義徳 役
- 劇団6番シード「12人の私と路地裏のセナ」(8月10日-14日、中野テアトルBONBON、作・演出：松本陽一) - ケチャップ村田 役[13]
- 劇団バルスキッチン「ほぼほぼ心霊スポット」(9月14日-19日、バルスタジオ、作・演出：前野祥希) - 下田ヨシカズ 役
- 劇団6番シード「火消しの辰と瓦版屋の娘」(11月30日-12月4日、本願寺ブティストホール、作・演出：松本陽一) - 三平太 役

《2023年》
- T-gene stage「嘘つき」(1月18日-22日、すみだパークシアター倉、作・演出：田中彪) - 立花テツヤ 役[14]
- 満天星プロデュース 劇・奏 空間 第3回公演「マイルストーン vol.2」(2月10日-11日、Cafe&Bar Aile Ange、作・演出：松下勇) - 第1話：小太郎 役／第2話：兄 役
- あの日はライオンが咲いていた (5月10日-14日、Box in Box THEATER、脚本：太田友和(10・Quatre)、演出：佐藤優次) - 本郷英朗 役[15]
- pa-pi-produce第二回公演「SUMMER FREESIA EXPRESSION」(6月14日-18日、萬劇場、脚本・演出：伊藤マサミ、構成：伊勢直弘) - 鳩山孝太郎／おにぎり 役
- 縁劇ユニット流星レトリック presents reading live 『Celestine#10 -ホラーナイト-』(8月4日-6日、アルネ543、脚本・演出：吉原優羽/沢田美佳)
  - 1部 『君が呼んだなら』- 速水菖吾 役 ／『迷える私たち』- 先生 役 (8月5日) レオ 役 (8月6日) ／『未来への手紙』- 里中善也 役
  - 2部 『超エリートサラリーマンの俺が異世界転生したらチートスキルで最強になれると思ったのにまさかの最下級奴隷になってしまった件』- 王子役 ／『クチナシコンシーラー』- 洞島智典 役
  - 3部 『あの光の向こうへ』 ナレーション

《2024年》
- H・B・P presents カガミ想馬プロデュース  熱海殺人事件4作品同時公演『水野朋子物語』(4月17日-30日、サンモールスタジオ、作：つかこうへい、演出：カガミ相馬) - 大山金太郎 役
- 劇団ラパン雑貨ゝ第10回公演

「Reduce:Reuse:Restart ~静止した時を再び~」(4月19日、上野ストアハウス、作・演出：山下哲平) 日替わりゲスト
- 「紅絵巻」(5月23日-26日、新宿村Live) -団子屋 役 ※モーションキャスト[16]
- 縁劇ユニット流星レトリック第10回公演『シオンの眠るとき』(10月30日-11月4日、上野ストアハウス、作・演出：吉原優羽) -　桜庭智則 役※Moonチームのみ出演

《2025年》
- ズドン45 (1月11日-13日、バルスタジオ、脚本：前野祥希、ズドン、ゆうき) ※12日のみ出演
- 志立彩色学園アイドル科 (2月11日-16日、バルスタジオ、作・演出：前野祥希) - 松本俊彦 役
- ENG第22回公演『九龍の玉漿』(3月19日-23日、六行会ホール、作・演出：福地慎太郎) - 松尾亘 役[17]
- 先輩、コントしましょうよ。(4月10日-13日、ブルースクエア四谷、作・演出：寺木慧佑)
- 劇団わ「バック・トゥ・ザ・君の笑顔」(7月17日-22日、キンケロシアター、作・演出：村上芳) - 鈴森晶 役[18]
- 劇団バルスキッチン 第43回公演「商店街グランドリオン」（9月3日-7日〈予定〉、あうるすぽっと、作・演出：前野祥希）- 吉田洋介 役[19]

## 映像作品
- 演劇企画heart more need『あたしら葉桜』配信 (2021年11月25日-12月9日、原案：岸田國士、作：横山拓也(iaku)) 演出
- JAMPAN vol.2 短編映画『星空想馳-ほしぞらそうち-』(2022年4月公開予定、脚本・監督：鷲尾直人) - 空地一星 役 出演

## 演出・脚本
※チョコレイト旅団での公演は『劇団での活動』項目を参照。
- seiren musical project 第24弾公演「雨に唄えば」(2011年8月25日-28日、六行会ホール、脚本：ベティ・コムデン／アドルフ・グリーン) 演出・訳詞[20]
- seiren musical project第33弾公演「Disney's My Son Pinocchio:Geppetto's Musical Tale」(2014年9月18日-22日、シアターグリーン BIG TREE THEATER、脚本：David.I.Stern) 演出[21]
- seiren musical project 40th「Catch Me If You Can」(2016年12月23日-29日、上野ストアハウス、作：テレンス・マクナリー) 演出[22]
- 演劇ユニットroot SEVEN 第4回公演「LOVE SONG」(2017年11月15日-19日、シアターkassai、作：吉田なが乃) 演出、出演(Bキャストのみ：死神 役)
- ProjectS.H.「SHERLOCKIAN Aの項目」(2017年11月、八幡山ワーサルシアター、脚本：ひろ) 演出
  - 日本シャーロック・ホームズ大賞奨励賞受賞作品
- Rebel Groupプロデュース「いと、さよなら」(2018年1月24日-28日、スターフィールド劇場) 脚本・演出[23]
- Rebel Groupプロデュース「Wells-博士とはじまりの恋人-」(2018年9月5日-9日、スターフィールド劇場) 作・演出
- おだづもっこ「メリーポピンズ」(2018年12月1日、平成の森アリーナ) 演出、出演(父 役)
- Seiren Musical Project「AvenueQ」(2019年8月14日-19日、池袋シアターグリーン、作：Jeff Whitty) 演出
- JPR BUFFプロデュース「Wells-魔女と夜明けの星-」(2019年12月21日～29日、新宿村LIVE) 作・演出・出演
- 劇団バルスキッチン「どぎまぎメモリアル」(2020年3月4日-8日、バルスタジオ、作：前野祥希) 演出[24]
- 劇団SUTTHINEE「ドリーミードリーマー」(2020年6月17日 - 21日、コフレリオ 新宿シアター、原案：前野祥希、脚本：重野紗奈技) 演出[25]
- M's project「あの日、僕は知らない夢の中で君と」(2021年12月28日-30日、アトリエファンファーレ高円寺、原案：かなつ久美) 脚本・演出
- 朗読劇『星の王子さま』(2022年9月6日-11日、六行会ホール、脚本：伊織夏生) 演出[26]
- Seiren Musical Project『ユーリンタウン』(2022年12月21日-26日、上野ストアハウス) 演出
- ミュージカル座「この唄を友に」(2024年8月1日-5日、すみだパークシアター倉、脚本：田中雅樹) 演出[27]
- Seiren Musical Project『City of Angeles』(2024年12月25日-30日、上野ストアハウス) 演出
- すずらん通りの青い鳥(2025年5月29日-6月1日、あうるすぽっと、脚本：田中雅樹) 演出